# Offensive du Komadougou Yobé
Insurrection de Boko Haram
Batailles
L'Offensive du Komadougou Yobé a lieu du 28 décembre 2018 au 2 janvier 2019 pendant l'insurrection de Boko Haram.

## Déroulement

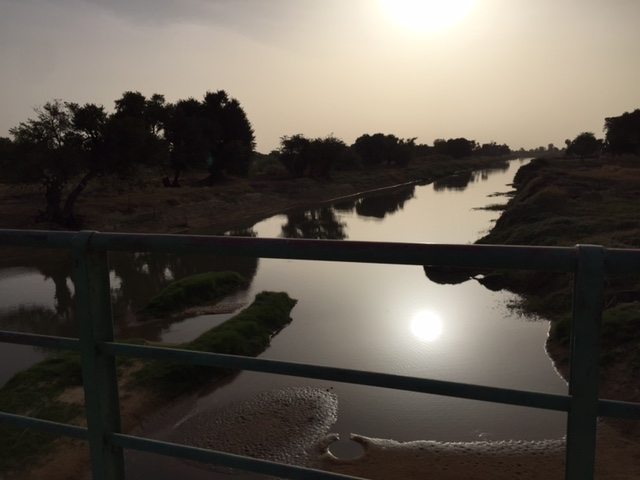
La rivière Komadougou en 2015.

Entre le 28 décembre 2018 et le 2 janvier 2019, l'armée nigérienne mène une opération le long de la rivière Komadougou Yobé et sur quelques îles du lac Tchad,. L'offensive est menée par 700 hommes, soutenus par des avions Soukhoï Su-25 et deux hélicoptères Mi-35. Les djihadistes auraient subi des pertes particulièrement importantes sur les îles de Bosso et de Baroua.

## Les pertes
L'armée nigérienne revendique la mort de 287 djihadistes au cours de l'opération, dont 200 dans des frappes aériennes et 87 lors des combats au sol,,. Elle affirme également ne déplorer aucune perte dans ses rangs,. Les soldats nigériens ont également détruit huit pirogues et se sont emparés de 3 véhicules dont celui de la société française de forage FORACO enlevé à Toumour le 22 novembre 2018, de 2 mitrailleuses, de 2 lance-roquettes RPG-7 et de plusieurs fusils de type AK-47.